# Cisnădie
Cisnădie (pronunciació en romanès: [t͡ʃisnəˈdi.e]; en alemany: Heltau; en Dialecte saxó de Transsilvània: Hielt; en hongarès: Nagydisznód) és una ciutat del comtat de Sibiu, Transsilvània, Romania situada a uns 10 quilòmetres al sud de Sibiu. El poble Cisnădioara (Michelsberg; Kisdisznód) l'administra la ciutat.

## Història
Cisnădie va ser esmentat per primera vegada en un document de l'any 1204 amb el nom de "Rivetel". Al segle XII es van establir aquí colons saxons i el 1323 s'esmenta el nom alemany Heltau. La ciutat va florir, especialment els gremis de ferrers i teixidors de llana (el teixit va continuar sent l'ocupació tradicional de la població de la ciutat fins al segle xx, quan es van construir grans fàbriques tèxtils).
Cisnădie va compartir la major part de la plena història de Transsilvània. La ciutat va patir diverses incursions, començant per la incursió dels mongols de 1241 i continuant amb els atacs otomans.
El 1806, sota l'emperador Franz d'Àustria, Cisnădie / Heltau va renovar els seus drets de mercat, demostrant prosperitat.
El 1945, gran part de la població alemanya va ser deportada a la Unió Soviètica.
El 1948, totes les fàbriques van ser nacionalitzades pel règim comunista. Després de la caiguda, la majoria de fàbriques es van esfondrar. Des dels anys 2000, la situació econòmica ha estat millorant.

## Demografia
Segons el cens del 2011, hi havia una població total de 13.410 habitants a la ciutat. D'aquests, el 97,1% eren romanesos, 1,5% alemanys, 0,7% hongaresos i 0,3% gitanos.

## Fills il·lustres
- Teodora Albon, àrbitre de futbol
- Lazăr Baroga, aixecador de pes olímpic
- Gáspár Heltai, escriptor i impressor

## Economia
A Cisnădie, hi ha la SC Pralin SRL, la fàbrica de xocolata de Florin Bălan.

## Llocs d'interès
La vista arquitectònica més important de Cisnădie és el conjunt fortificat situat al centre de la ciutat. Construïda originalment al segle XII com a basílica romànica, l'església va ser fortificada durant el segle xv, després de la invasió turca de 1493, per protegir la població local de saxons contra les reiterades incursions otomanes. El procés de fortificació va incloure la construcció de torres fortificades sobre les dues entrades laterals i el cor, la construcció d'una doble estructura de murs de defensa, un fossat i diverses torres defensives al llarg de les muralles. Simultàniament a la tasca de fortificació, la pròpia església va patir un procés de gotificació. L'altar de l'església luterana, que forma el centre d'aquest complex, és un altar / tríptic d'ala de 1520, realitzat per l'escola de Veit Stoss Jr.
El complex està molt ben conservat i, a més de ser un lloc d'interès arquitectònic medieval, ofereix diverses exposicions temàtiques:
- el museu "Cisnădie / Heltau al llarg de dotze segles" situat sobre l'antic ossari
- el Museu de les Estructures Defensives Medievals situat a la torre lateral nord
- el Museu d'Història de l'Era Comunista
- algunes exposicions d'art alternatives

## Poble de Cisnădioara
Cisnădioara (en alemany: Michelsberg; en hongarès: Kisdisznód; en Dialecte saxó de Transsilvània: Mächelsbärch) és un poble situat a 2 km a l'oest de Cisnădie. Inicialment, figurava com una de les deu possessions de l'abadia cistercenca de Cârța. L'església fortificada, dedicada a sant Miquel i construïda íntegrament amb pedra, va ser referida per primera vegada en un document datat el 20 de novembre de 1223, en el qual s'esmentava la seva donació a l'abadia.
L'església d'estil romànic més antiga de Romania, s'alça sobre un turó de 100 metres d'altura, envoltada de fortificacions circulars, amb una torreta defensiva sobre l'entrada. Algunes de les parets originals s'han conservat fins als nostres dies. La distribució de l'església, composta per una petita basílica de tres naus, així com la decoració del portal d'entrada occidental tallat, que data del 1260, testimonien la forta influència de l'arquitectura de Renània. Una altra església de la vall, dedicada a Santa Maria, es va esmentar per primera vegada el 1428 com a església d'estil gòtic, però va ser reconstruïda al segle xviii en estil barroc.

## Galeria d'imatges

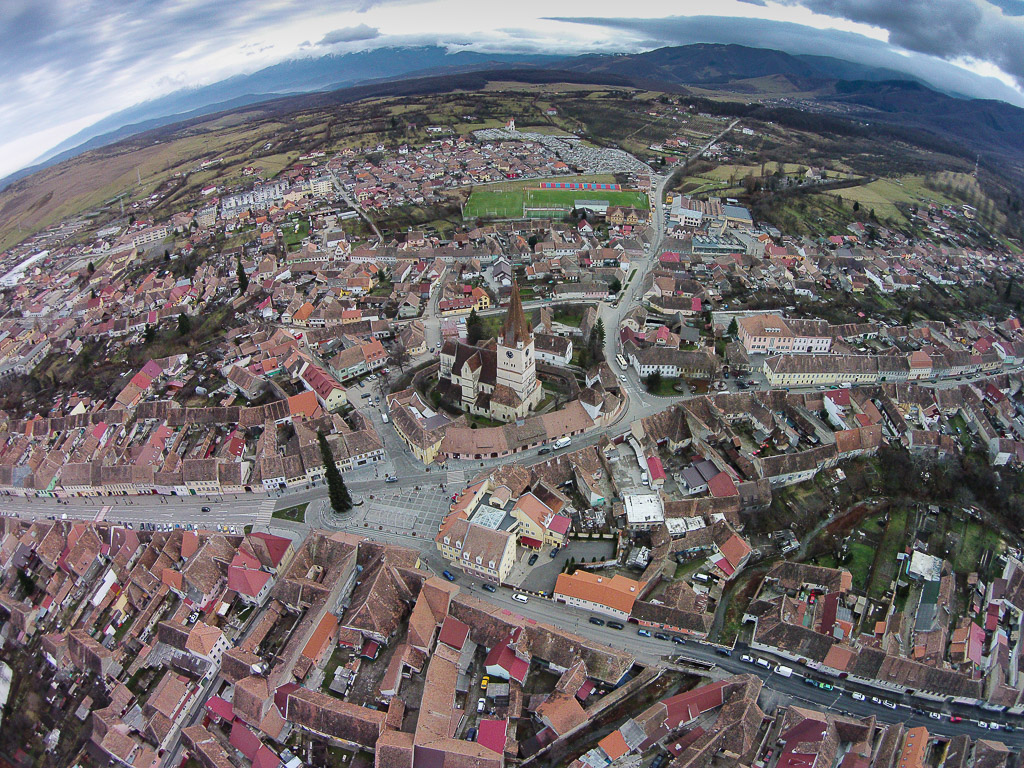
Vista aèria de Cisnădie
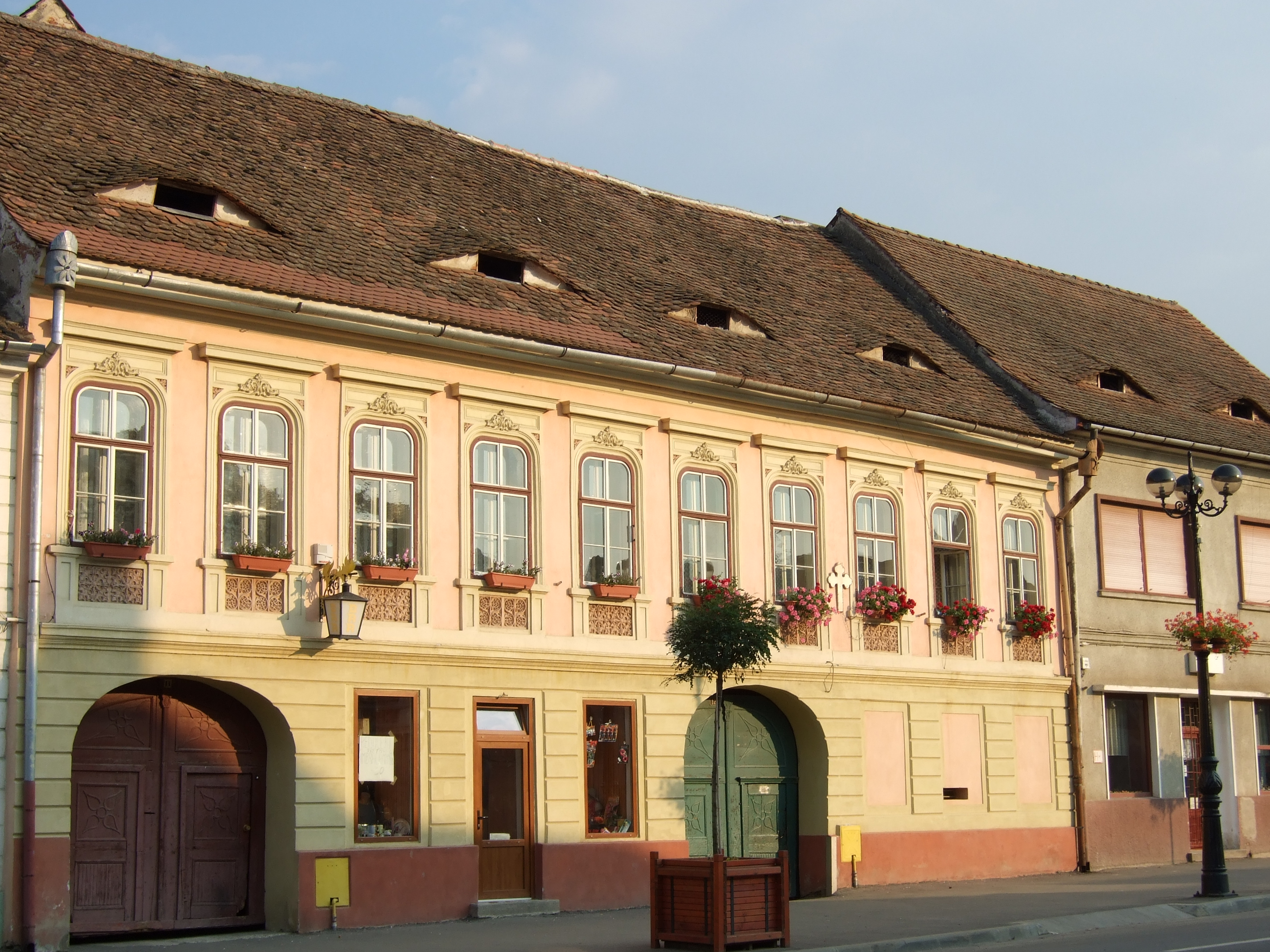
Carrer principal de Cisnădie
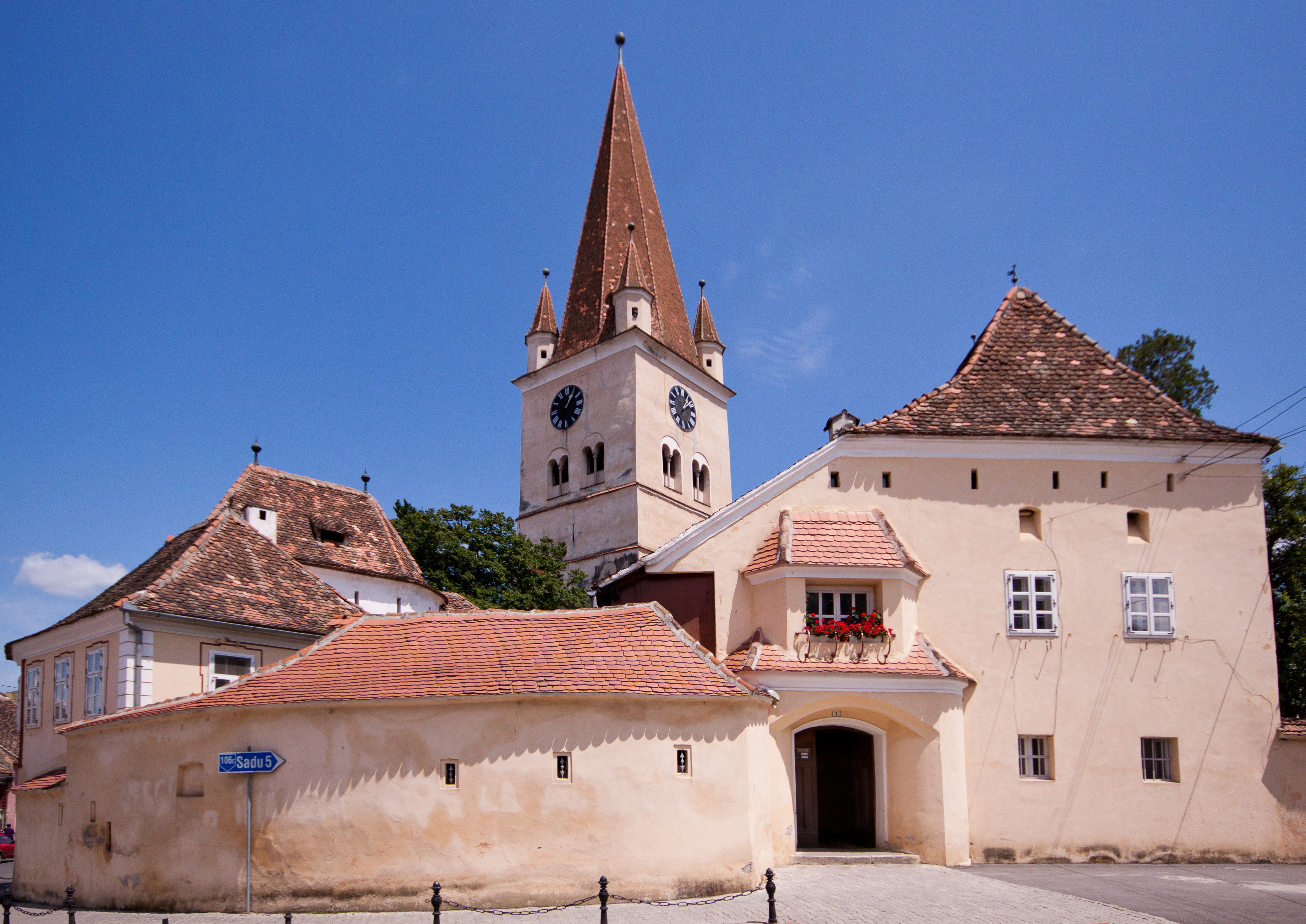
L'església fortificada
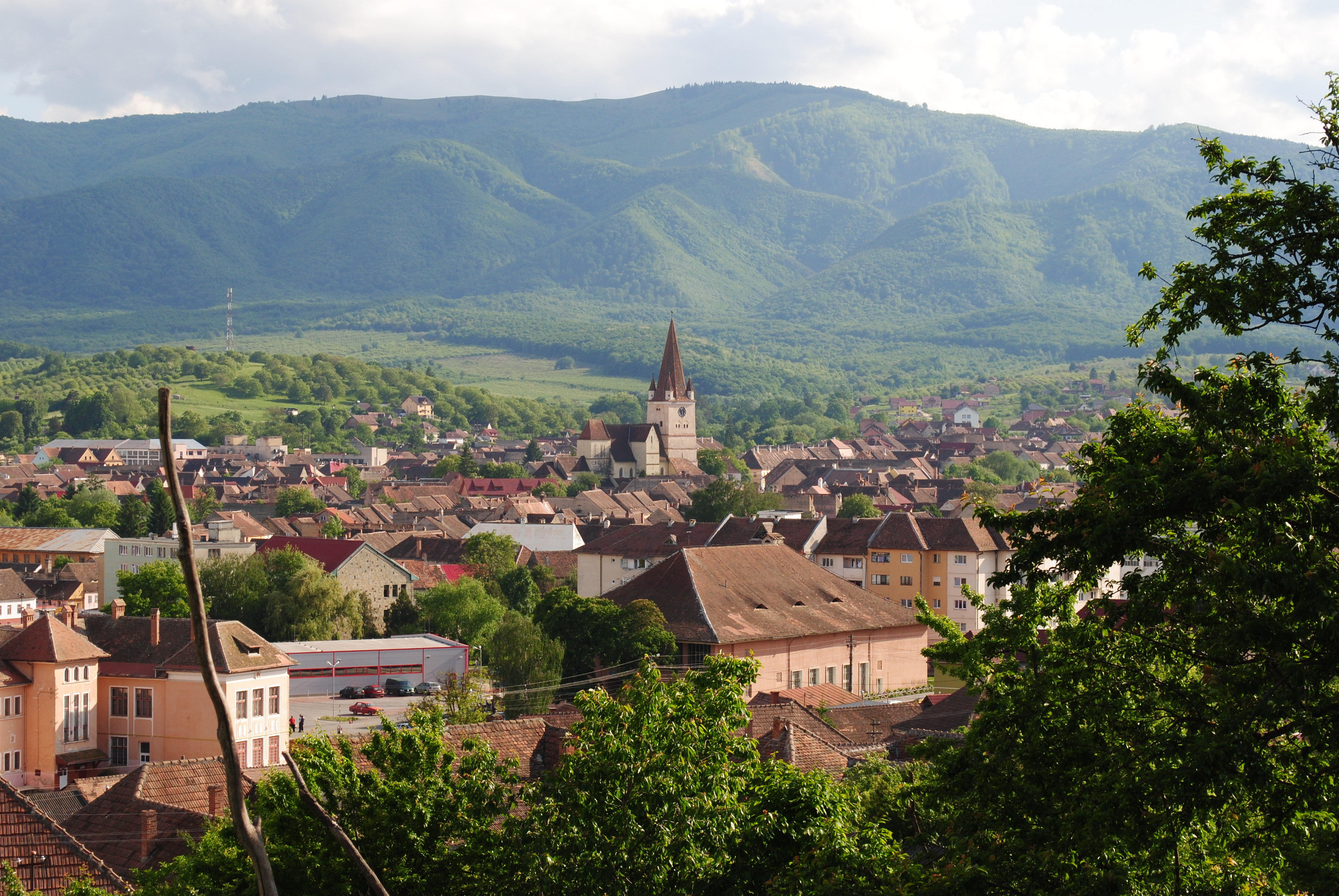
Centre històric de Cisnădie
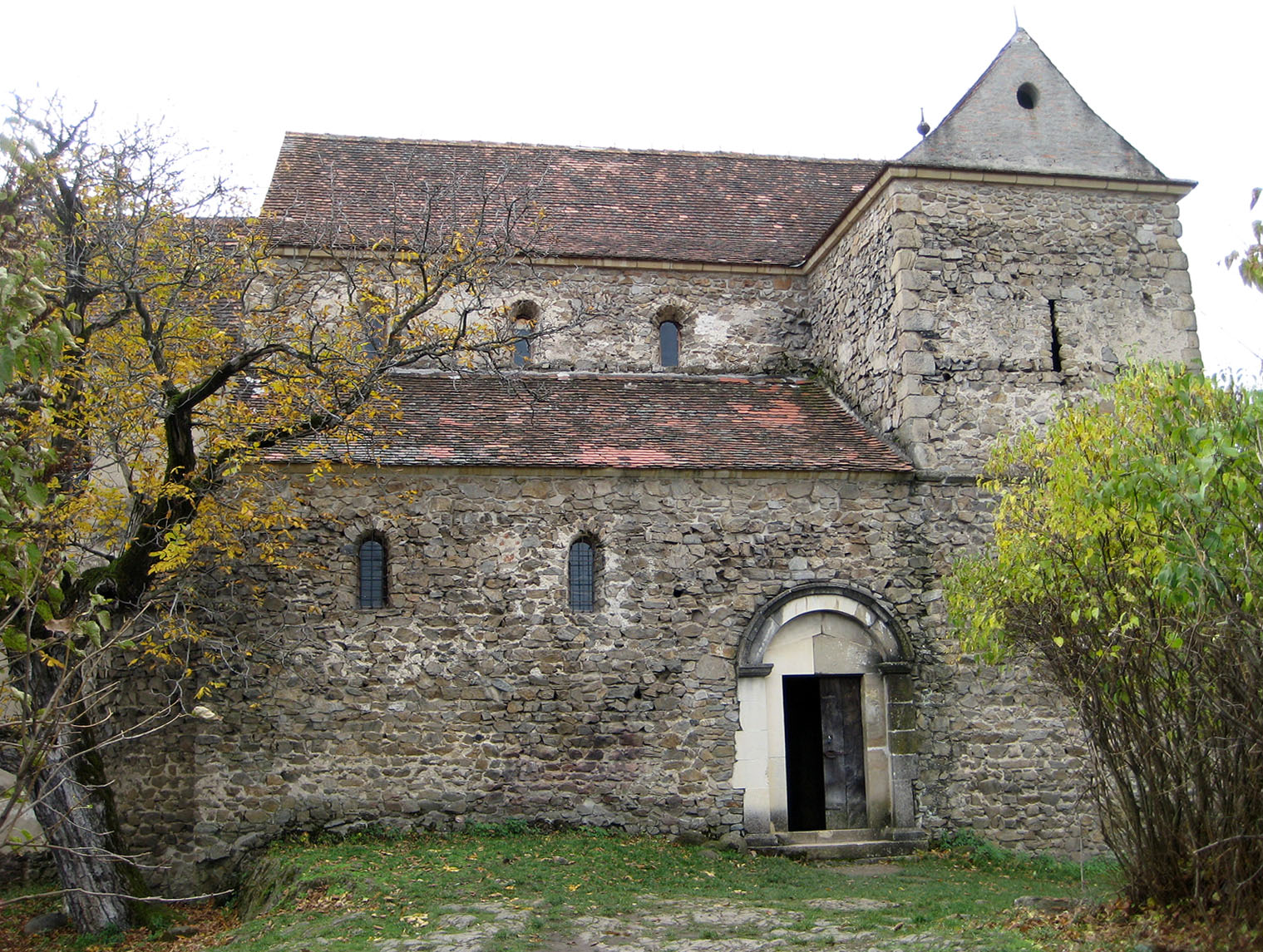
L'església romànica de Cisnădioara, construïda a la segona meitat del segle XII
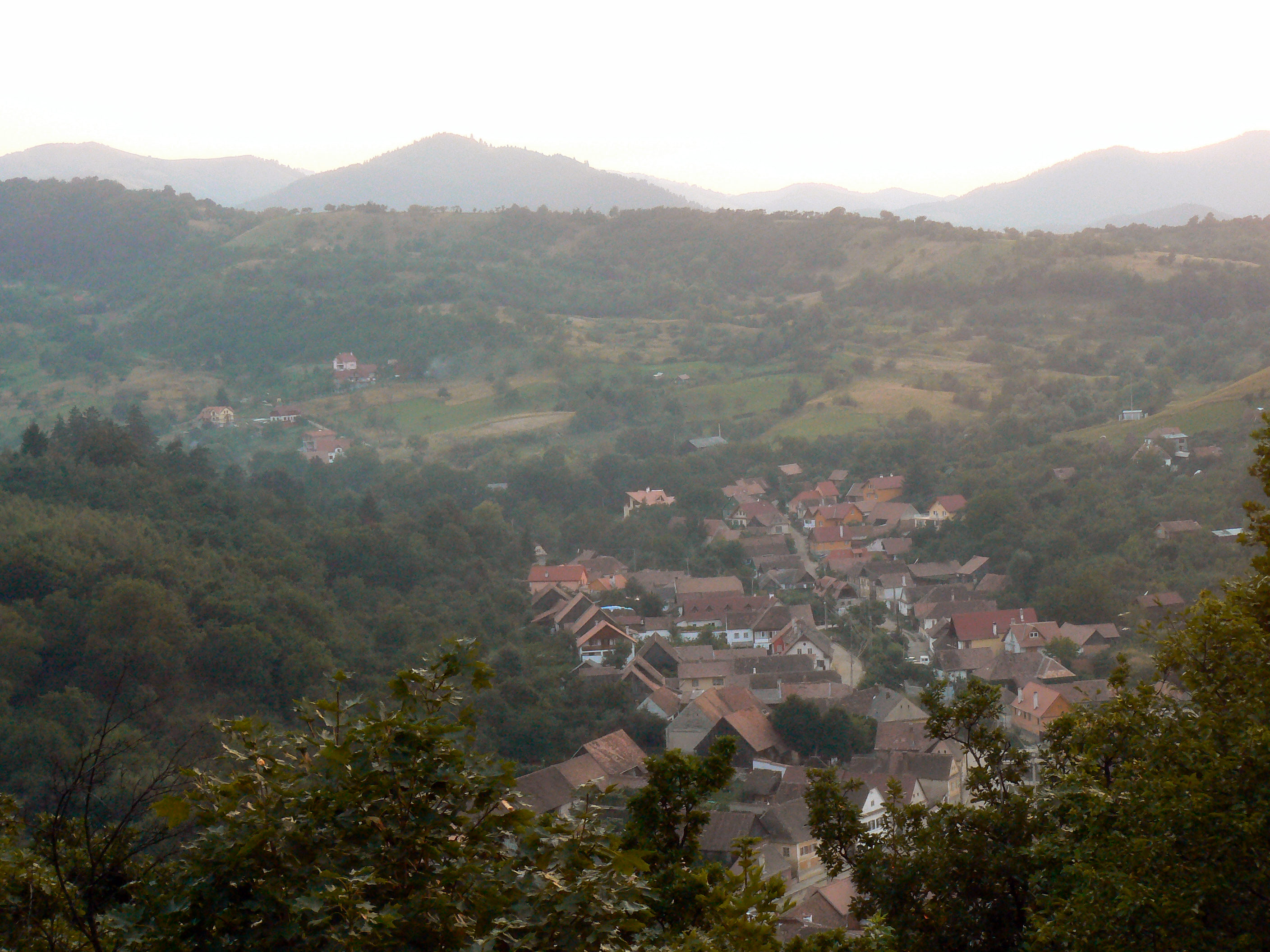
Panorama del poble de Cisnădioara